# Roger Rodriguez
Lasse Roger Carlos Rodriguez (Uppsala, 21 februari 1985) is een Zweedse acteur en filmregisseur, woonachtig in Los Angeles.

## Levensloop
Rodriguez heeft een Spaanse vader (Juan Carlos Rodriguez) en een Zweedse moeder (Hanna Jonsson). In 1994 verhuisde de familie naar De Verenigde Staten. Roger werd beschouwd als een groot acteertalent. Hij speelde in diverse relame spotjes en kreeg zelfs een rol in Sankt Mikael, een bekende Zweedse soap. In de Verenigde Staten kwam het echter niet verder dan een paar kleine rolletjes. Rodriguez begon zich ook steeds meer te interesseren voor het regisseren/begeleiden van films en programma's. Een paar jaar later, in 2002 mocht hij zijn opwachting maken als Assistent Regisseur bij de populaire televisieserie Friends. Onder begeleiding van regisseur Kevin S. Bright maakte hij een goede beurt. Hij werd in het laatste seizoen niet voor niets gevraagd nog eens terug te keren op de set, al zij het als figurant. In 2003 en 2004 liep hij stage op de set van The O.C. en werd hij begeleid door regisseur Joseph McGinty Nichol. Daar ontmoet hij zijn huidige vriendin Mischa Barton. Momenteel neemt Rodriguez even afstand van de showbizzwereld.

## Relaties
- Sofia Larsson
- Anna Johannesson
- Alexandra Dahlström (2002-2004)
- Mischa Barton (2007-... )

Ondanks dat Roger Rodriguez vanaf 1994 woonachtig is in de Verenigde Staten bezocht hij veelvuldig zijn geboorteland, Zweden. Zijn moeder woonde vanaf 1996 gedeeltelijk in Zweden, omdat ze terug verlangde naar de Zweedse cultuur. Roger leefde met zijn vader in de Verenigde Staten en zij keerden in vakantieperiodes terug naar Zweden. Rodriguez vliegt veel op en neer, maar ook naar andere Europese landen. Hij krijgt kleine rollen, vaak voor in reclames.
In 2001 ontmoet Rodriguez op een vakantie in Italië de Zweedse actrice Alexandra Dahlström. Dahlström studeert in Italië, het land waar zij een aantal jaar eerder gefascineerd door raakte. Ze studeert er Italiaans en Russisch. Dahlström in Nederland een beetje bekend geworden door haar rol in de soap GTST. Ze speelde de rol van Skylar Nilsson, en werd verliefd op Fos Fischer.
Begin 2004 eindigt de relatie na 2 jaar. Dahlström verklaart: "We hebben gewoonweg niet genoeg tijd voor elkaar. We gaan als goede vrienden uit elkaar."
Op dit moment is Rodriguez verwikkeld in een liefdesromance met de Engelse/Amerikaanse actrice Mischa Barton. Barton heeft net als Rodriguez Europese roots. De uit Engeland afkomstige Barton werd ook al jong bekend en werd uiteindelijk gecast voor de hoofdrol in de Amerikaanse dramaserie The O.C.. De twee ontmoetten elkaar al eerder, in 2003, als Rodriguez werkzaam is als Assistent Regisseur bij The O.C. Ook toen waren er al geruchten dat de twee een relatie zouden hebben. Maar dit werd door beiden hardnekkig ontkend. Zowel Barton als Rodriguez hadden beiden gewoon een relatie, maar er zou chemie geweest zijn op de set.
Toen de relatie van Rodriguez met Dahlström in 2004 over ging, laaiden de geruchten weer op. Barton was echter nog samen met Cisco Adler waarmee ze ook verloofd was. Ze leek dan ook voor Adler te kiezen, want ze verloofde zich met hem. Maar de relatie kwam in gevaar toen naaktfoto's van Adler op het internet verschenen. En Barton verbrak de relatie uiteindelijk aan het einde van 2006.
Al snel daarna werden Rodriguez en Barton samen gespot. In januari 2007 maakten zij hun relatie bekend. "We doen het rustig aan, we zijn net beiden uit een relatie, maar ja: we zijn nu samen."

## TV/Films
- [VS] Death Proof (2007) (co-regisseur)
- [VS] Friends (2004) (personage - eenmalig optreden)
- [VS] Hope & Faith (2004) (personage - eenmalig optreden)
- [VS] The O.C. (2003-2004) (assistent regisseur)
- [VS] Friends (2002) (assistent regisseur)
- [VS] American Pie (1999/2001) (figurant)
- [VS] Home Improvement (1996) (personage)
- [VS] As the World Turns  (1995/1996) (character)
- [VS] Married... with Children (1995) (personage - eenmalig optreden)
- [VS] Herman’s Head (1994) (personage)
- [Zweden] Sankt Mikael (Sweden) (1992-1994) (hoofdrol personage)
- [Zweden] Commercial for Peanutbutter brand (1992) (hoofdrol personage)
- [Zweden] Våra värsta år (1992) (voice-over/hoofdrol personage)